# Gisser Gyula
Gisser Gyula (Kismarton, 1843. április 2. – Nyitra, 1929. október 9.) testnevelő tanár, uszodatulajdonos, "a nyitrai sport atyja".

## Élete
Nyugodt és boldog lesz életed, ha a fürdőt felkeresed / Nincs szebb és dicsőbb, mint úszni az ár ellen
Michael Gisser (1816-1886) és Juliana Leiner fia. 1869-től felesége Veszely Mária Josepha (1855-1937). Fiuk Gyula Antal István (1877).
A bécsújhelyi katonai intézet tanító őrmestere volt. Nyitrára 1866-ban még katonatisztként érkezett. 1869-től a Nyitrai Piarista Gimnázium testnevelés-oktatója lett. Játékdélutánokat, természetjáró táborokat, és egyéb szabadidős tevékenységeket szervezett a tanulóknak. A gimnázium szegénysegélyező akcióját is támogatta.
1868-ban megalakította a Nyitra megyei Vívó- és Tornaegyletet, melyben mint okleveles vívómester, fontos szerepet vállalt. A vívás mellett az úszás népszerűsítését is magára vállalta számos rendezvény és verseny megszervezésével. Az első nyitrai táv- és versenyúszást már 1882-ben megszervezte, s a győzteseknek 40-100 forintnyi jutalmakat osztott ki. 1888-ban egy konkurens folyami fürdő is nyílt (Arnold Ede).
A városi hatóságokhoz kérvényt nyújtott be egy jégpálya engedélyezésére. A városatyák 1886-ban a 4671/86. számú engedéllyel a megyeház melletti réten engedélyezték egy jégpálya kialakítását és működtetését. Így már 1886 telétől Nyitrán a sportszerű korcsolyázás is elérhetővé vált a városiak számára. 1888-ban konkures jégpálya is nyílt (Boross Marcell). A Gisser jégpályáján a helyi önkéntes tűzoltó-egylet zenekara játszott. A piarista diákokkal rendszeresen látogatta a jégpályáját, és tanította őket a korcsolyázás alapjaira.
1895-ben ezüstérmet szerzett egy vívásversenyben Budapesten. 1910-ben Nyitrán az Erzsébet úton volt háza. 1910-ben homokos "napfürdőt" hozott létre. Folyami fürdője a 20. század 30-as éveiig működött, míg a Nyitra folyó medrét szabályozták. A Nyitra Városi Temetőben nyugszik.